# All India Anna Dravida Munnetra Kazhagam

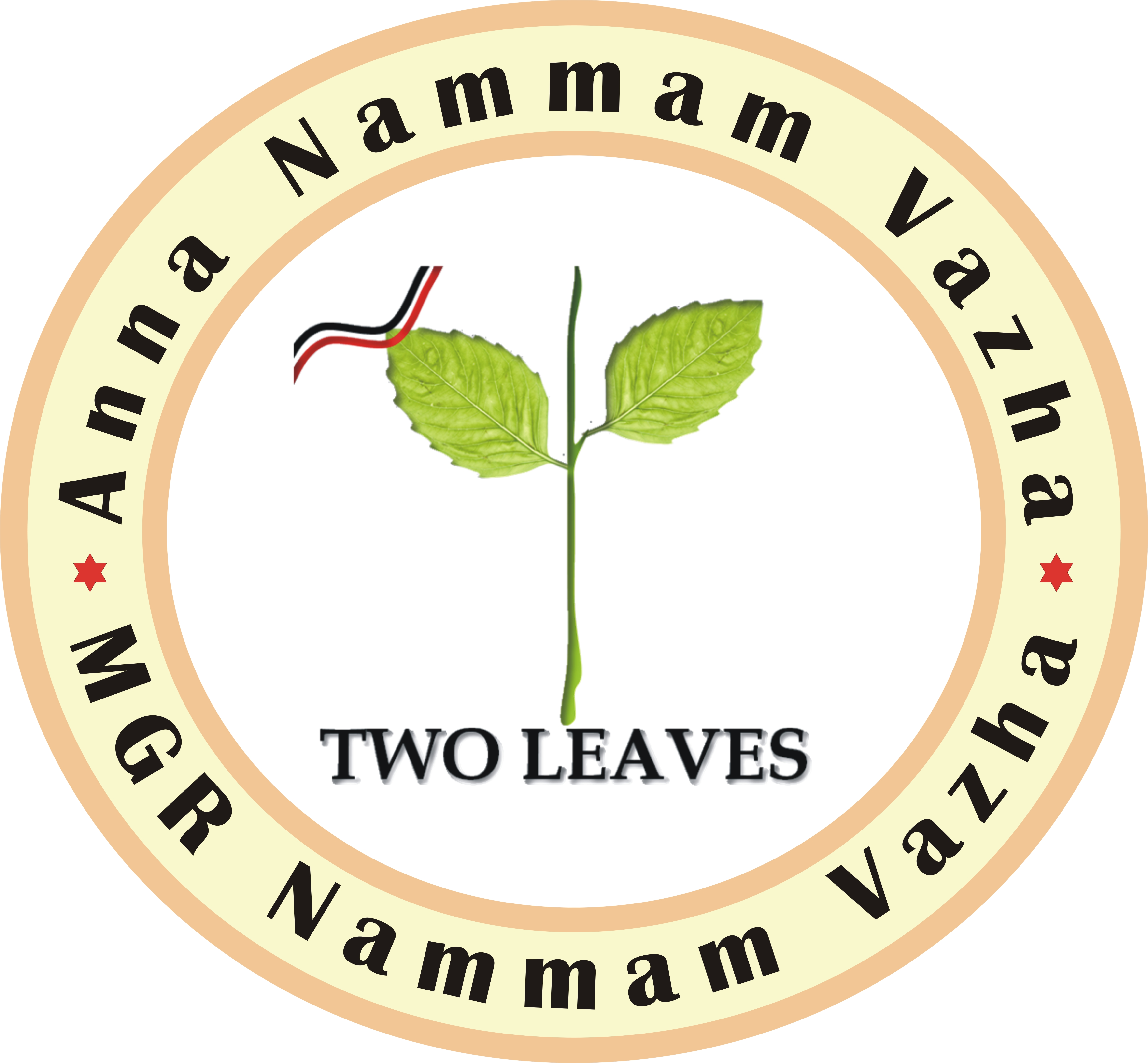
Partijlogo

All India Anna Dravida Munnetra Kazhagam is een sociaaldemocratische politieke partij in de Indiase staat Tamil Nadu. De partij is opgericht in 1972 door MG Ramachandran en is een afsplitsing van de Dravida Munnetra Kazhagam. De leider van de partij is EPS-OPS.

## Verkiezingen

### Lok Sabha
Bij de algemene (landelijke) verkiezingen voor de Lok Sabha van 2009 kreeg de partij 9 zetels, waardoor het opnieuw in de Lok Sabha kwam. Tijdens deze verkiezingen vormde het een alliantie met andere linkse partijen, het Derde Front genaamd. Het electorale hoogtepunt van de partij was echter in 1998 toen het 18 zetels behaalde.

### Legislative Assembly
Tijdens de verkiezingen in 2006 voor de Legislative Assembly, het parlement van Tamil Nadu, kreeg de partij 61 van de 234 zetels, een verlies van 71 zetels. Hierdoor verloor het zijn absolute meerderheid en werd de Dravida Munnetra Kazhagam met 96 zetels de grootste partij, waardoor deze een coalitie kon vormen en de All India Anna Dravida Munnetra Kazhagam in de oppositie terechtkwam.